# 노르웨이해
노르웨이해(노르웨이어: Norskehavet)는 노르웨이 북서부에 위치한 북대서양의 일부이며 북해와 그린란드해 사이에 위치해 있다.
서쪽은 아이슬란드해, 북동쪽은 바렌츠해에 접해 있다. 남서쪽은 페로 제도와 아이슬란드에 위치한 대서양에 접해 있다. 북쪽은 북극해의 얀마옌섬에 접해 있다.
노르웨이해와 그린란드해, 아이슬란드해를 포함해서 노르딕해라고도 하는 경우도 있다.

## 같이 보기
- 난센과 헬롼한센: report for the Norwegian Fishery and Marine Investigations. vol. ii. No. 2, 1909년
- Hopkins: The GIN Sea - A synthesis of its physical oceanography and literature review 1972-1985. 1991년
- Fairbridge (editor): The Encyclopedia of Oceanography. Van Nostrand Reinhold Co., 1966년
- Skjoldal, H.R. (editor):"The Norwegian Sea Ecosystem". Tapir Forlag, Norway.2004년